# Tridentella namibia
Tridentella namibia là một loài chân đều trong họ Tridentellidae. Loài này được Brandt & Poore miêu tả khoa học năm 2001.